# Мельникова Дарія Олексіївна
Да́рія Олексі́ївна Ме́льникова (рос. Мельникова Дарья Алексеевна; нар. 9 лютого 1992, Омськ) — російська акторка театру і кіно.

## Життєпис
Народилася 9 лютого 1992 року в Омську. У 3 роки почала серйозно займатися танцями у складі колективу «Перлинка», упродовж року працювала у театральній студії. З 5 років професійно займається балетом. Дебютною в кіно для Даші стала головна роль у фільмі «Попелюшка 4x4. Усе починається з бажань». Режисер фільму Юрій Морозов помітив актрису на фестивалі візуальних мистецтв у дитячому таборі «Орлятко». За головну роль в цій картині акторка отримала дві кіно-нагороди. Пізніше Дарина працювала у проекті «Білка в колесі», зараз також знімається у телесеріалі «Татусеві доньки» у ролі Жені Васнецової.
У червні 2008 р. стало зрозуміло, що повинна зіграти в новому фільмі про Алісу Селезньову.
У 2009 році вступила до Вищого театрального училища ім. М. С. Щєпкіна, художні керівники курсу Володимир Михайлович Бейліс та Віталій Миколаєвич Іванов.

## Фільмографія
- 2007 — Білка в колесі — Дарина
- 2007 — 2012 — Татусеві доньки — Женя Васнецова (дочка-спортсменка)
- 2008 — Попелюшка 4x4. Усе починається з бажань — Попелюшка
- 2009 — Правила угону — Анжела Ботова
- 2009 — Горобиновий вальс — Синиця
- 2009 — Таке життя — Лєна
- 2010 — Пригоди Аліси. Заручники трьох планет — Аліса Селезньова
- 2010 — Записи експедитора таємної канцелярії — Фекла
- 2010 — Соло на мінному полі
- 2010 — Гаражі — Оля
- 2011 — Записки експедитора Таємної канцелярії 2 — Фекла
- 2011 — Наречений — Оля
- 2012 — Сталевий метелик — Віка Чумакова (Чума)
- 2012 — Аліса знає, що робити! — Аліса Сєлєзньова
- 2013 — Гагарін. Перший в космосі — Зоя (в дитинстві), сестра Гагаріна
- 2013 — Лютий — Марина
- 2014 — Гетери майора Соколова — Ніна Матросова
- 2014 — Боцман Чайка — Марія
- 2014 — Одного разу — Танька
- 2015 — Невидимки — покоївка Тетяна
- 2015 — SOS, Дід Мороз, або Все збудеться! — Лєра
- 2016 — Супутники — Лєна Огороднікова
- 2016 — Мата Харі — Віра
- 2017 — З п'яти до семи — Ганна

## Нагороди
- 2008 — Премія «За найкращу жіночу роль в дитячому фільмі» на XII Всеросійському Фестивалі Візуальних Мистецтв.
- 2008 — Премія у номінації «Найкраща жіноча дитяча роль» на XVII Відкритому фестивалі кіно країн СНГ, Латвії, Литви та Естонії «Кіношок-2008».